# Sh2-82
Sh2-82 est une petite nébuleuse en émission visible dans la constellation de la Flèche.
Elle est située dans la partie centrale de la constellation, dans une région fortement obscurcie de la Voie lactée. Elle est située à l'ouest du groupe d'étoiles les plus brillantes de la constellation, à tel point que l'astérisme de l'amas du Cintre, situé à environ 2° au nord-ouest, peut servir de référence. Le nuage peut être identifié et photographié grâce à l'utilisation de filtres et de grossissements moyens-forts. Le meilleur moment pour son observation dans le ciel du soir tombe de juin à novembre.

## Caractéristiques
Sh2-82 est une région H II associée à une nébuleuse par réflexion. Selon les estimations les plus accréditées, sa distance est d'environ 1 100 pc (∼3 590 al), ce qui correspond, dans sa direction, au bord intérieur du bras d'Orion. L'étoile principale responsable de l'excitation de ses gaz est l'étoile bleue de séquence principale HD 231616, de magnitude 10,11 et de classe spectrale B0,5V. À l'intérieur du nuage, des sources de rayonnement infrarouge ont été identifiées, parmi lesquelles une, cataloguée comme IRAS 19282+1814, coïncide avec un maser à méthanol, généré par une protoétoile profondément enveloppée de gaz. Du nuage proviennent également certaines émissions d'ondes radio provenant de sources de petit diamètre, signe que des processus de formation d'étoiles se déroulent à l'intérieur de celui-ci. Sh2-82 a été catalogué avec le numéro 843 dans le catalogue des régions de formation d'étoiles compilé par Avedisova en 2002.

## Environnement galactique
Sh2-82 est en contact avec un groupe d'étoiles jeunes et massives issues du même nuage moléculaire, visible quelques degrés plus au nord, dans les limites du Petit Renard. Ce groupe a été reconnu comme association OB et a reçu le sigle Vulpecula OB4. L'association Vulpecula OB4 semble être très peu étudiée, bien qu'elle soit située à une distance beaucoup plus courte que de nombreuses autres associations OB bien connues. Pour compliquer les études sur les composantes stellaires de cette association s'ajoute le fait que dans une même ligne de visée il est possible d'observer trois associations d'étoiles jeunes, placées à des distances différentes : la plus proche, ainsi que l'une des plus dispersées, est précisément Vulpecula OB4. À environ 2 300 pc (∼7 500 al), il y a la région Vulpecula OB1, la plus connue des trois, tandis qu'à plus de 4 000 parsecs, il y a Vulpecula OB2.
L'association Vulpecula OB4 a peu de composantes connues : l'étoile dominante est la supergéante blanche HD 187982. À cela s'ajoute la géante bleue BD+23 3759 et une poignée d'étoiles bleues de séquence principale et de classe spectrale B. Près de l'association on peut également observer l'amas ouvert NGC 6800, dont l'âge est pourtant d'environ 400 Ma, est une preuve manifeste qu'elle n'a pas d'origine commune à l'association.
Dans un rayon de quelques dizaines de parsecs de Sh2-82 se trouve également la supergéante rouge HD 185622, visible comme une étoile de magnitude 6,37 à la frontière entre la Flèche et l'Aigle. Dans les 200 parsec, le reste de la supernova G65.2 + 5.7 est trouvé.